# Ford Verve
De Ford Verve is een conceptauto van het Amerikaanse merk Ford. Het model werd voor het eerst getoond tijdens de Internationale Automobilausstellung van 2007.

## Ontwerp
De Verve moet de lijn van 'kinetic design' voortzetten en is waarschijnlijk een voorproefje van de nieuwe Ford Fiesta. De auto is inmiddels in drie conceptversies verschenen waarvan de laatste twee versies 4-deurs in plaats van 2-deurs waren. De laatste debuteerde op de North American International Auto Show van 2008. Onderlinge verschillen tussen de drie versies zijn vooral te vinden in kleine details en kleurverschillen. Het is de bedoeling dat het uiteindelijke productiemodel dat uit deze concepten voortvloeit, verkocht gaat worden in Europa, Azië en Noord-Amerika. Voor het eerst sinds lange tijd zal Ford terugkeren op de Amerikaanse markt met een compacte auto. In de zomer van 2008 wordt de opvolger van de Fiesta verwacht en in 2010 zal waarschijnlijk de versie voor de Amerikaanse markt gepresenteerd worden.